# Noppanut Guntachai
Noppanut Guntachai (นพณัฐ กันทะชัย; nascido em 10 de julho de 1995), conhecido pelo apelido de Boun (บุ๋น) é um ator e modelo tailandês. Ele é mais conhecido por seus papéis em Until We Meet Again (2019) e Between Us (2022).

## Início da vida e educação
Boun nasceu em 10 de julho de 1995 na Tailândia. Ele estudou em St. Dominic High School e continuou seus estudos na Faculdade de Artes da Comunicação da Universidade de Banguecoque.

## Carreira
Em 2017, ele fez sua estreia como ator na televisão como personagem convidado no drama BL 2Moons2. Ele citou Chonlathorn Kongyingyong (Captain) como sua inspiração para entrar na indústria do entretenimento.
Em 2019, Boun foi contratado pelo Studio Wabi Sabi e estreou com um papel coadjuvante interpretando Win, um estudante membro do clube de natação, namorado de Team (Warut Chawalitrujiwong) e melhor amigo do protagonista Dean (Thitiwat Ritprasert) na série Until We Meet Again. A série terminou com um ótimo feedback do público junto com a química transbordante dos dois atores lançou o casal shippado chamado BounPrem, que é o nome combinado de Noppanut (Boun) com a co-estrela Warut Chawalitrujiwong (Prem).
Em 2022, Boun conseguiu seu primeiro papel principal na série Between Us, spin-off de Until We Meet Again reprisando seu papel como Win ao lado de Warut Chawalitrujiwong (Prem). Em abril de 2024, seu contrato com o Studio Wabi Sabi terminou e ele foi contrato pela GMMTV, junto com seus amigos Warut Chawalitrujiwong (Prem), Pongsapak Udompoch (Santa) e Samantha Melanie Coates (Sammy).

## Imagem pessoal
Boun tem a sua própria empresa "Boun Style", que vende brincos e acessórios que ele mesmo desenha.

## Filmografia

### Séries de televisão
| Ano  | Título                     | Personagem                     | Notas            | Canal        |
| ---- | -------------------------- | ------------------------------ | ---------------- | ------------ |
| 2017 | 2Moons: The Series         | Concorrente Star/Moon (Ep. 11) | Papel convidado  | One31        |
| 2017 | Dream Team                 | Win                            | Papel recorrente | Channel 5    |
| 2018 | Dream Teen                 | Pong                           | Papel recorrente | Thai PBS     |
| 2019 | ReminderS                  | Estudante (Ep. 2)              | Papel convidado  |              |
| 2019 | Until We Meet Again        | Win                            | Papel recorrente | LINE TV      |
| 2020 | Long Khong                 | Kin                            | Papel recorrente | Channel 3    |
| 2020 | You Never Eat Alone        | Boon (Ep. 9)                   | Papel convidado  |              |
| 2021 | 7 Project                  | Mek (Ep. 4)                    | Papel principal  | iQiyi        |
| 2022 | Cutie Pie                  | Top [Amigo de Lian] (Ep. 7)    | Papel convidado  | Workpoint TV |
| 2022 | Rose In Da House           | Ele mesmo                      | Papel principal  |              |
| 2022 | You Light Up My Life Again | De De                          | Papel recorrente |              |
| 2022 | Even Sun                   | Athit                          | Papel principal  |              |
| 2022 | Between Us                 | Win                            | Papel principal  | iQiyi, One31 |
| 2023 | Marry’s Mission            | Gray                           | Papel recorrente |              |
| 2025 | Revamp: The Undead Story   | Ramil                          | Papel principal  |              |
| 2025 | Zomvivor                   |                                | Papel principal  |              |
| TBA  | Friendshit Forever         | Namo                           | Papel principal  |              |
| TBA  | Melody of Secrets          |                                | Papel recorrente | GMMTV        |
| TBA  | First Degree               | Moss                           | Papel recorrente | GMMTV        |
| TBA  | Red Peafowl                | Hua Hong                       | Papel recorrente |              |